# Pterocerina ruficauda
Pterocerina ruficauda är en tvåvingeart som beskrevs av Friedrich Georg Hendel 1914. Pterocerina ruficauda ingår i släktet Pterocerina och familjen fläckflugor. Inga underarter finns listade i Catalogue of Life.